# From Out of the Dregs
From Out of the Dregs è un cortometraggio muto del 1914 diretto da Scott Sidney.

## Produzione
Il film fu prodotto dalla Kay-Bee Pictures.

## Distribuzione
Distribuito dalla Mutual Film, il film - un cortometraggio in due bobine - uscì nelle sale cinematografiche degli Stati Uniti il 12 giugno 1914. Non si conoscono copie ancora esistenti delle pellicola che si ritiene sia andata presumibilmente perduta.